# Tessé-Froulay
Tessé-Froulay és un municipi francès situat al departament de l'Orne i a la regió de Normandia. L'any 2007 tenia 375 habitants.

## Demografia

### Població
El 2007 la població de fet de Tessé-Froulay era de 375 persones. Hi havia 152 famílies de les quals 37 eren unipersonals (16 homes vivint sols i 21 dones vivint soles), 58 parelles sense fills, 45 parelles amb fills i 12 famílies monoparentals amb fills.
La població ha evolucionat segons el següent gràfic:
Habitants censats

### Habitatges
El 2007 hi havia 188 habitatges, 157 eren l'habitatge principal de la família, 19 eren segones residències i 13 estaven desocupats. Tots els 188 habitatges eren cases. Dels 157 habitatges principals, 131 estaven ocupats pels seus propietaris, 24 estaven llogats i ocupats pels llogaters i 2 estaven cedits a títol gratuït; 7 tenien dues cambres, 22 en tenien tres, 48 en tenien quatre i 79 en tenien cinc o més. 114 habitatges disposaven pel capbaix d'una plaça de pàrquing. A 64 habitatges hi havia un automòbil i a 88 n'hi havia dos o més.

### Piràmide de població
La piràmide de població per edats i sexe el 2009 era:
| Homes | Edats   | Dones |
| ----- | ------- | ----- |
| 0     | 95 o +  | 0     |
| 4     | 90 a 94 | 0     |
| 0     | 85 a 89 | 0     |
| 0     | 80 a 84 | 0     |
| 16    | 75 a 79 | 8     |
| 4     | 70 a 74 | 8     |
| 4     | 65 a 69 | 12    |
| 8     | 60 a 64 | 12    |
| 12    | 55 a 59 | 16    |
| 32    | 50 a 54 | 16    |
| 4     | 45 a 49 | 8     |
| 12    | 40 a 44 | 8     |
| 12    | 35 a 39 | 16    |
| 8     | 30 a 34 | 8     |
| 4     | 25 a 29 | 8     |
| 4     | 20 a 24 | 4     |
| 12    | 15 a 19 | 12    |
| 8     | 10 a 14 | 8     |
| 8     | 5 a 9   | 0     |
| 0     | 0 a 4   | 16    |

## Economia
El 2007 la població en edat de treballar era de 242 persones, 176 eren actives i 66 eren inactives. De les 176 persones actives 171 estaven ocupades (92 homes i 79 dones) i 5 estaven aturades (1 home i 4 dones). De les 66 persones inactives 33 estaven jubilades, 21 estaven estudiant i 12 estaven classificades com a «altres inactius».

### Ingressos
El 2009 a Tessé-Froulay hi havia 150 unitats fiscals que integraven 375 persones, la mediana anual d'ingressos fiscals per persona era de 16.845 €.

### Activitats econòmiques
Dels 4 establiments que hi havia el 2007, 2 eren d'empreses de construcció, 1 d'una empresa de comerç i reparació d'automòbils i 1 d'una empresa de transport.
Dels 2 establiments de servei als particulars que hi havia el 2009, 1 era una fusteria i 1 electricista.
L'any 2000 a Tessé-Froulay hi havia 7 explotacions agrícoles.

## Poblacions més properes
El següent diagrama mostra les poblacions més properes.